# 神浦川
神浦川（こうのうらがわ）は、長崎県の西彼杵半島南西部を西へ流れ、角力灘（東シナ海）に注ぐ二級河川である。流域は長崎市に属する。
平成2年（1990年）には「日本一の清流」にも選ばれたが、上流部の三方山にある廃棄物処分場（長崎三共有機）が水質汚染を起こしているとされ、問題ともなっている。

## 流域
西彼杵半島南部の三方山（さんぽうざん/標高412m）、および半島中央の長浦岳（標高561m）南西側斜面を水源とする。細い渓流は山間にそれぞれV字谷を刻んで西へ流れる。長浦岳方面からの支流には長崎県道57号線が並走する。それらは扇山地区の下流・標高約120m地点で合流するが、昭和44年（1969年）にはここに神浦ダムが完成した。
ダム下流で鶴山谷川と合流する。ダム以降もV字谷が形成されるが、ダムから約2kmで谷底平野となる。左岸（南側）は上流部と同じく森林に覆われた丘陵地だが、右岸（北側）には河岸段丘が見られ、そこに神浦の集落と農耕地が広がる。
平野の入り口に設置された可動堰・河川公園以降は川の流れが緩くなり、公園の下からは感潮域となる。川は支流や用水路を集めながら神浦南側の斜面沿いを蛇行し、角力灘へ注ぐ。河口部は埋立・浚渫・護岸・防波堤が施され、神浦港として利用されている。

### 支流・関連施設・観光地
ながさき県民の森
源流域の森林。保安林の他にキャンプ場などが整備されている。
神浦ダム
標高120m地点に、昭和44年に完成した多目的ダム。堤高51m・堤頂長210m・集水面積16.5km2・総貯水量684万m3の直線重力式コンクリートダムである。三方山方面からの本流と長浦岳方面からの支流が合流する地点にあり、ダム湖は"Y"字型をしている。長崎市街地への上水道用の送水が行われている。
鶴山谷川
神浦ダムのすぐ下流に、北側から合流する。長さ333mと短く普段の水量も少ないが、神浦川までの落差が大きく、階段状に砂防堰堤が作られている。
大中尾棚田
神浦ダム下流の右岸に広がる棚田。
そとめ神浦川河川公園
長崎県・旧外海町・長崎市によって整備された公園。可動堰の下に岩石を利用した石垣の護岸や飛び石が作られ、自然を残す取り組みが行われている。広場・駐車場の他、川の水を引いた浅いプールも作られている。
神浦港
漁港の他、沖にある池島へのフェリー乗り場となっている。